# Rákosszentmihály vasútállomás
Rákosszentmihály vasútállomás a budapesti Körvasúton található egyik vasútállomás, melyen jelenleg csak teherforgalom van, személyszállító vonatok nem állnak meg.

## Története
A budapesti körvasút az 1800-as évek végén létesült, ám a teljes körvasút tulajdonképpen csak elvben létezett, részben mert többségében teherforgalomra használták (hiszen eleve a kör mentén lévő gyárak és üzemek kiszolgálása végett jött létre), részben azért, mert több szakaszból állt. Ez azért is fontos, hiszen 1870 körül már 108 nyaralótulajdonos töltötte itt szabadidejét és hamarosan a szolgáltatóipar is egyre bővült kínálatot mutatott, illetve megjelent a tömegközlekedés: a rákosszentmihályi lóvasút, amit szinte egy időben adtak át a MÁV-állomással és 1913-ig üzemelt, illetve a HÉV nagyiccei elágazása, ami 1911-től szállította az utasokat. A vasút rákosszentmihályi szakasza 1889-ben épült meg Angyalföld állomásig.
A rákosszentmihályi vasútállomást, ahogyan a Nyugati és Keleti pályaudvar közötti szakaszon több másikat is, 1892-ben avatták fel. Ekkor még Pusztaszentmihálynak hívták, és csupán egy bakterház állt a helyén. Az állomásépület csak évtizedekkel később épült, amikorra nemcsak a helység neve változott Rákosszentmihályra, de ekkorra már (1902-től) önálló községként szerepelt a településjegyzékben.
A körvasúti helyi személyforgalom (a Nyugati és a Keleti között) épp a gazdasági válság éve előtt, 1928-ban indult meg. Ugyanekkor jelent meg az első rákosszentmihályi buszjárat is, mégis, az állomásra vezető utat és az út menti közvilágítást csak három évvel később adták át. A vasút gyorsabb és lényegesen olcsóbb volt a HÉV-nél, épp feleannyiba került, a második világháborút követően a személyforgalom mégis abbamaradt. Nem maradt rá kapacitás, hiszen a két nagy budapesti rendezőpályaudvar, Rákosrendező és Ferencváros közötti átállítós vonatok, illetve a Szobnál belépő tehervonatok sokasága vette igénybe a kétvágányú vonalat. Két megállóhely is megszűnt ekkor, Pestújhely és Sashalom. A személyvonatok szerepét pedig az utasigényeket jobban kielégítő városi autóbusz-közlekedés vette át. A 2000-es évekre, miután a környék ipara és a Rákosrendező vasútállomás is eljelentéktelenedett, az addig valóban sűrű teherforgalom is jelentősen lecsökkent.
A VI. Közlekedéstudományi Konferencián, 2016-ban elhangzott előadás tanúsága szerint, az akkori állapotok szerint ezen az állomáson a személyszállítást kiszolgáló létesítmények teljes mértékben hiányoztak és ezen a szakaszon csak a nemzetközi vonatok haladnak át. A MÁV-START Zrt. szakemberei kifejtették, hogy bár újraindítása észszerű elképzelésnek tűnhet, a Rákosszentmihály vasútállomást csak úgy lehetne az utasforgalomra alkalmassá tenni, ha a peronok és a kijáratok a lehető legközelebb kerülnének a Fogarasi utat a Csömöri úttal összekötő felüljáróhoz. Emiatt azonban a tervezés alatt álló, a budapesti körvasút bevonási lehetősége a vasúti személyszállításba projektben nem szerepel itt a személyforgalom felvétele, ahhoz ugyanis az állomás teljes átépítésére lenne szükség.
2020-tól újraindult a külső körvasúton a személyforgalom, azonban Rákosszentmihály vasútállomás a vonatok nem állnak meg.
2021 májusától újabb fejlemény, hogy vasúti megállóhely létesül Rákosszentmihályon (több más megálló is létesül ezzel egy időben a körvasúton). A jelenlegi tervek szerint az állomás áthelyezésre kerül a közeli csömöri úti felüljáró közvetlen közelébe. Az ott közlekedő buszjáratoknak (31, 130, 131, 144, 231) buszöblöt alakítanának ki úgy, hogy a felüljáróról közvetlen lehessen lejutni a peronokra. Így az utazási idő jelentősen lerövidülne az északi (pl. Angyalföld, Újpest) valamint a déli (Kőbánya, Ferencváros) irányokba. A távlati tervek között szerepel a Kelenföldön, valamint a dél-budai agglomerációban közlekedő személyvonatok áthaladása is, így gyakorlatilag Érd felől Piliscsabáig megvalósulna a jelentősen megkönnyített vasúti személyszállítás, egyfajta félkört leírva.

## Kapcsolódó állomások
A vasútállomáshoz az alábbi állomások vannak a legközelebb:
- Kőbánya felső vasútállomás (Kőbánya felső–Rákosrendező-vasútvonal)
- Újpalota megállóhely (Kőbánya felső–Rákosrendező-vasútvonal)

## Megközelítés tömegközlekedéssel
- Autóbusz:  92, 92A